# Воронье гнездо

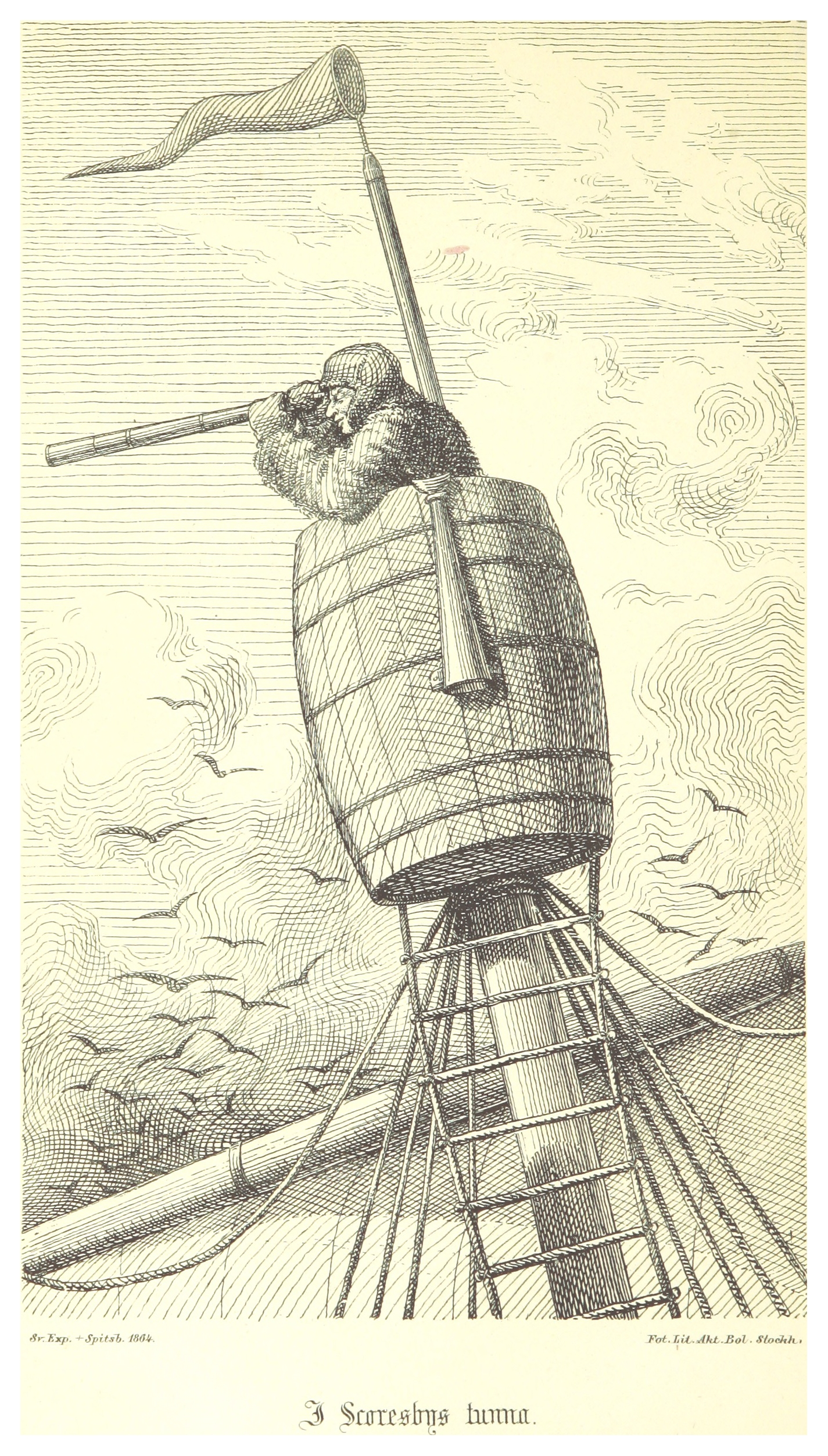
Воронье гнездо из шведской экспедиции 1863 года у берегов Ян-Майена

Воро́нье гнездо́ (англ. Crow’s Nest, нем. Krähennest, фр. Nid-de-pie) — исторический морской термин, которым образно обозначался наблюдательный пост в виде открытой бочки, закреплённой над марсовой площадкой фок-мачты парусного судна, где размещался наблюдатель или артиллерийский корректировщик. Такой способ наблюдения был особенно распространён на зверобойных и рыболовных судах при плавании во льдах.

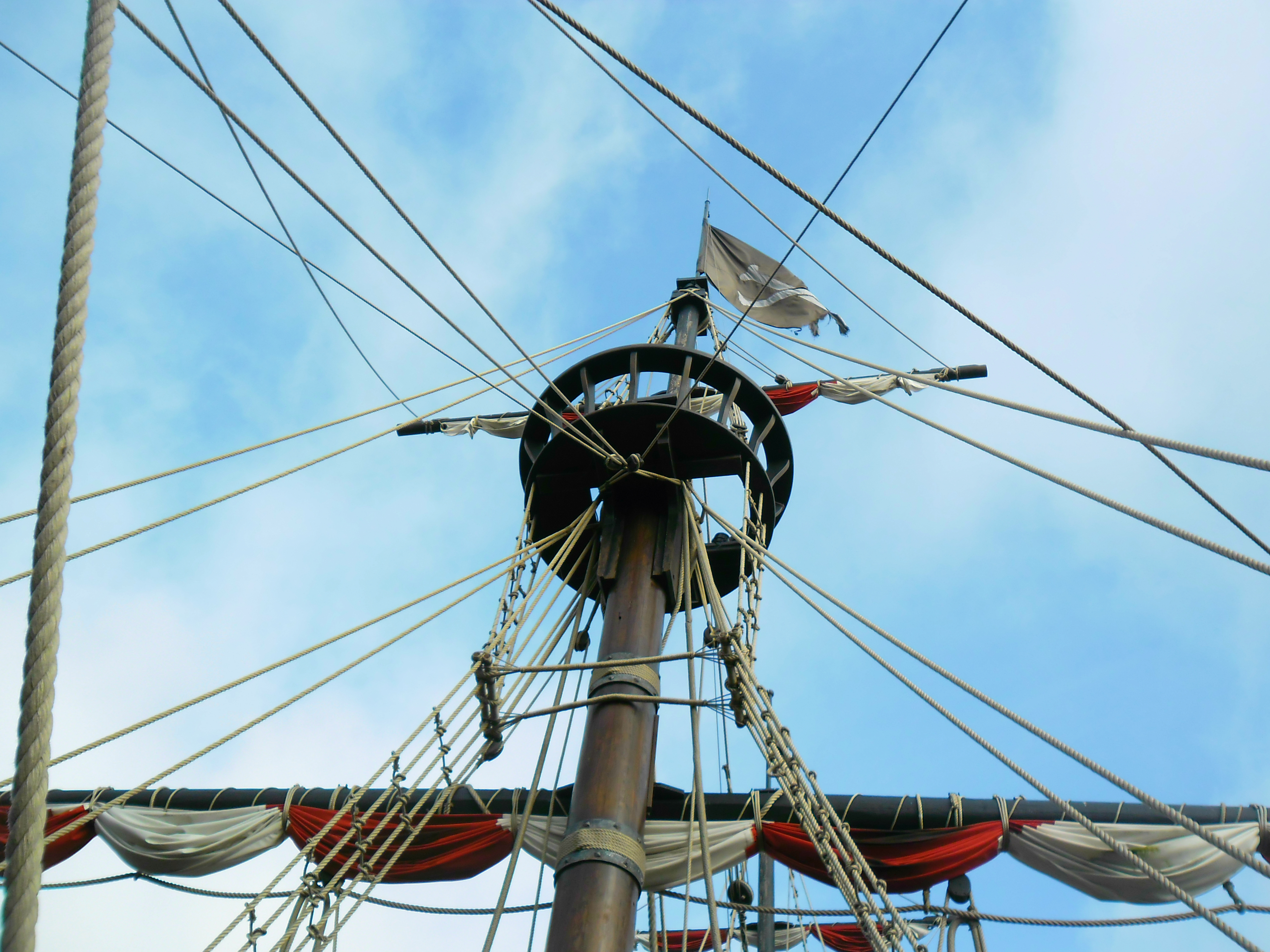
Воронье гнездо (вид снизу)

## Этимология
Происхождение термина связывают с традициями древних викингов, которые брали с собой в плавание клетки с воронами. В древние времена эти птицы играли роль средств навигации, так как, будучи выпущенными на волю, немедленно устремлялись к земле, что позволяло проложить к ней предположительный курс. Как правило, викинги держали ворон в клетках, закреплённых в верхней части мачт, и в дальнейшем, с развитием кораблестроения, это название укрепилось за позицией наблюдательного пункта.

## Упоминание
Подобное использование птиц (ворона, голубя) упомянуто в Ветхом Завете, когда после потопа Ной отпускал птиц с ковчега в надежде увидеть сушу:

По прошествии сорока дней Ной открыл сделанное им окно ковчега и выпустил ворона, [чтобы видеть, убыла ли вода с земли,] который, вылетев, отлетал и прилетал, пока осушилась земля от воды. Потом выпустил от себя голубя, чтобы видеть, сошла ли вода с лица земли, но голубь не нашёл места покоя для ног своих и возвратился к нему в ковчег, ибо вода была ещё на поверхности всей земли; и он простёр руку свою, и взял его, и принял к себе в ковчег.
И помедлил ещё семь дней других и опять выпустил голубя из ковчега. Голубь возвратился к нему в вечернее время, и вот, свежий масличный лист во рту у него, и Ной узнал, что вода сошла с земли. Он помедлил ещё семь дней других и [опять] выпустил голубя; и он уже не возвратился к нему.
— Быт. 8:6—12